# Ma (lok)

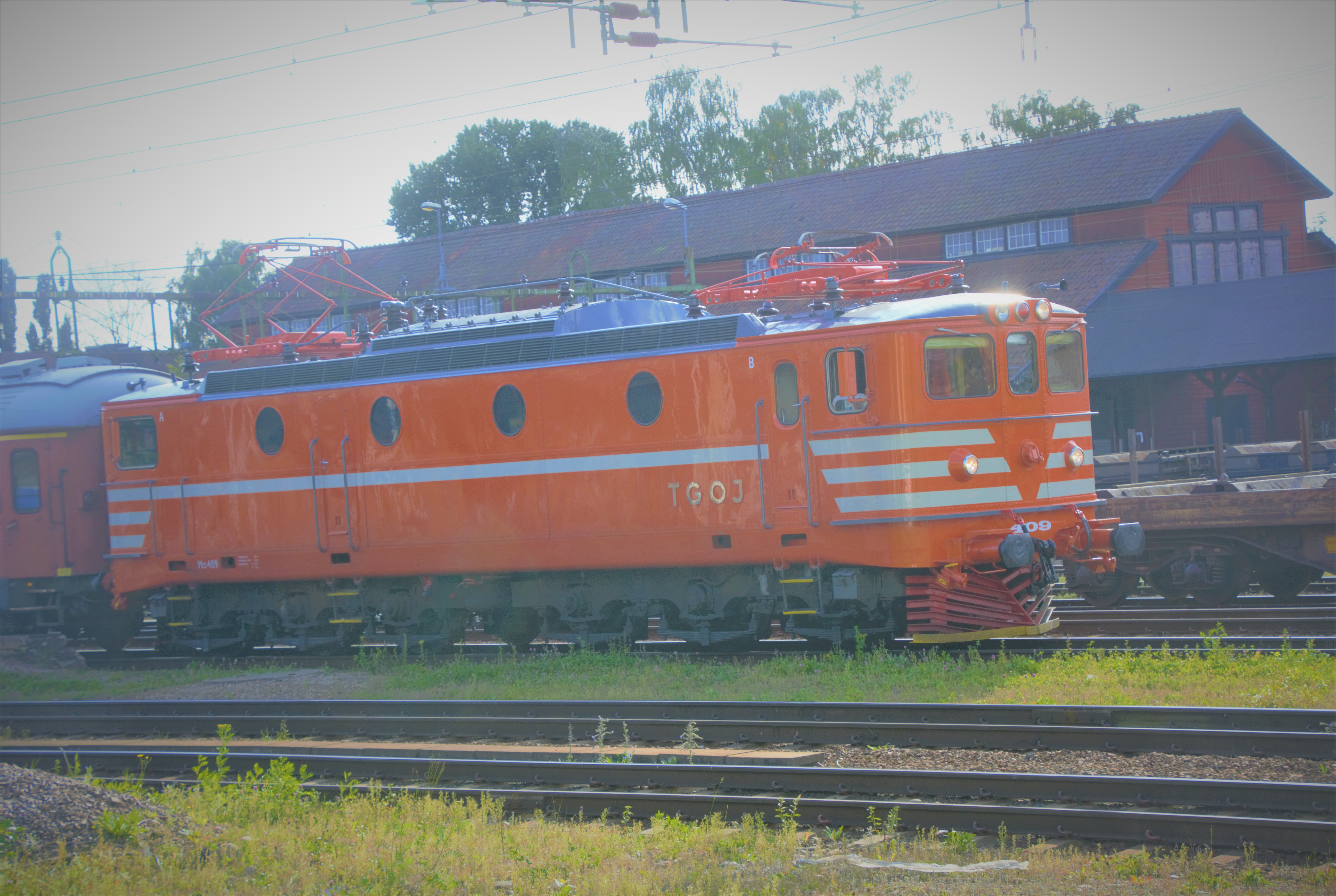
Ma-lok, tidigare TGOJ 409, som SKÅJ köpt 2014 av Green Cargo. Fotograferat i Krylbo.

Ma är en loktyp som utvecklades av Statens Järnvägar för att trafikera stambanorna i norr och kunna dra stora laster.
Loktypen levererades också till privatbanan TGOJ, där de främst användes i malmtågstrafiken mellan Grängesberg och Oxelösund.
SJ utnyttjade sina lok fram till och med 1990-talet. I samband med nittiotalskrisen blev loken överflödiga och TGOJ fick ta över dem. Några av loken är fortfarande i drift och loktypen kan bli den mest långlivade ellokstypen i Sverige.

## Historia
Allteftersom godstrafiken ökade på norrlandslinjerna ökade också dragkraftsbehovet och mot slutet av 1940-talet var det dags att skaffa fler lok. SJ beslutade då att utveckla Ma-loket från de erfarenheter man hade från Mg-loket. Bland annat fanns det då tillgång till starkare motorer. Man placerade också om utrustningen i maskinrummet så att loket inte kom att se olika ut på utsidan. Tack vare de starkare motorerna kunde man skapa ett lok som klarade dra tunga tåg i 100 km/h vilket gjorde loket till ett allroundlok. Loktypen kom att vara den starkaste enkelloktypen i Sverige fram till att NSB satte in El15-loken på malmbanan i slutet på 1960-talet.
När TGOJ skaffade ellok föll valet på bland annat Ma. TGOJ:s lok skiljer sig från SJ genom att vara multipelkörbara och att de har runda maskinrumsfönster i stället för fyrkantiga. I övrigt är de identiska.
Efter leveransen av Rc-loken fick Ma en mer undanskymd position hos SJ. Rc-loken förpassade Ma-loken till att enbart dra godståg. Behovet av Ma-loken minskade så mycket att SJ 1993 överlät loken på TGOJ. Många av loken kom att stå still under 1990-talet, men under 2000-talet ökade användningen igen. I början av 2011 avvecklades TGOJ som bolag och all materiel gick upp i Green Cargo. 2012 slopade Green Cargo sina kvarvarande Ma-lok. Flera av Ma-loken har bevarats av museiföreningar.
Det var ett Ma-lok nummer 405 som, på grund av miss vid kopplingen till malmvagnarna, saknade bromsverkan och därför orsakade järnvägsolyckan i Ställdalen 13 januari 1956.